# کاج بلوطی
کاج بلوطی (نام علمی: Diselma archeri) نام یک گونه از خانواده سرویان است.